# Ectenopsis fulva
Ectenopsis fulva är en tvåvingeart som först beskrevs av Ferguson 1921.  Ectenopsis fulva ingår i släktet Ectenopsis och familjen bromsar. Inga underarter finns listade i Catalogue of Life.